# Bibiana Cujec
Bibiana Cujec-Dobovišek, née à Ljubljana le 26 décembre 1926 et morte le 8 septembre 2022 à Edmonton, est une physicienne, chercheuse et professeure slovène, naturalisé canadienne. Elle a travaillé principalement dans le domaine de la physique nucléaire,.